# Sequestration (US-Strafverfahrensrecht)
Der Begriff Sequestration (vom lat. sequestrare „absondern, trennen“) bezeichnet im US-amerikanischen Strafverfahrensrecht die Isolation der Mitglieder einer Laienrichterbank (Geschworene) von der Außenwelt, um zu gewährleisten, dass ihr Urteil unbeeinflusst und nur auf Basis der vor Gericht vorgetragenen Beweislage gefällt wird. Sie dient damit dem Recht des Angeklagten auf ein faires Verfahren.
Daneben wird der Begriff auch für die Abschirmung von Zeugen verwendet. Im Gegensatz zur Geschworenensequestration werden die Zeugen jedoch nicht von der Außenwelt isoliert, sondern ihnen wird lediglich untersagt, dem Prozess vor ihrer Aussage beizuwohnen, um eine Beeinflussung durch vorherige Aussagen anderer Zeugen zu vermeiden.
Die Sequestration von Geschworenen erfolgt insgesamt selten. Der Richter ordnet sie jedoch üblicherweise bei spektakulären, aufsehenerregenden Fällen an, bei denen die Gefahr besteht, dass die Geschworenen durch die mediale Berichterstattung oder die öffentliche Meinung in ihrer Entscheidung beeinflusst werden.
Durch die Isolation soll sowohl die unbeabsichtigte als auch die vorsätzliche Beeinflussung der Geschworenen, insbesondere durch Bestechung oder Bedrohung, verhindert werden. Mit ihr können weitreichende Einschränkungen und Belastungen für die Geschworenen verbunden sein. In der Regel werden die Geschworenen in einem Hotel untergebracht und dort rund um die Uhr abgeschirmt und überwacht. Sie dürfen nicht über den Fall sprechen und es ist ihnen untersagt, Presse- und Fernsehberichte zu verfolgen. Der Kontakt untereinander sowie zu ihren Angehörigen ist zeitlich stark begrenzt.
Normalerweise dauert eine Geschworenensequestration nicht länger als ein paar Tage oder wenige Wochen, sie kann jedoch auch mehrere Monate dauern und endet erst mit der Verkündung des Urteils. Im Mordprozess gegen Charles Manson und Mitglieder seiner Family wurden die Geschworenen achteinhalb Monate von der Außenwelt isoliert. Die Sequestration der Geschworenen im Strafprozess gegen O. J. Simpson dauerte 266 Tage. Die Kosten einer Sequestration werden vom Staat getragen und können sich je nach Dauer des Verfahrens auf eine hohe sechsstellige Summe belaufen.

## Bekannte Beispiele
- 1970/1971 erfolgte eine Sequestration der Geschworenen im Charles-Manson-Prozess um die Morde an Sharon Tate sowie Leno und Rosemary LaBianca.[3]
- Im gerichtlichen Verfahren zur Beurteilung von Jeffrey Dahmers Zurechnungsfähigkeit im Jahr 1992 wurden die Geschworenen für drei Wochen von der Außenwelt isoliert.[5]
- 1995 fand im Mord-Prozess gegen O. J. Simpson eine Sequestration der Geschworenen statt.[4]
- Im Strafverfahren wegen sexueller Nötigung gegen Bill Cosby im Jahr 2017 wurden die Geschworenen sequestriert.[6]